# Abonando
Abonando  est un village du Cameroun situé dans le département du Manyu et la Région du Sud-Ouest, à proximité de la frontière avec le Nigeria. Il fait partie de la commune d'Akwaya.

## Localisation
Abonando est localisé à 5° 54' 03 N et 9° 07' 55 E, à environ 105 km de distance de Buéa, le chef-lieu de la Région du Sud-Ouest, et à 348 km de Yaoundé, la capitale du Cameroun.

## Population
Lors du recensement de 2005, Abonando comptait 352 habitants, dont 174 hommes et 178 femmes.